# Gnathophis bathytopos
Gnathophis bathytopos är en fiskart som beskrevs av Smith och Kanazawa, 1977. Gnathophis bathytopos ingår i släktet Gnathophis och familjen havsålar. Inga underarter finns listade i Catalogue of Life.